# Чушенко Віталій Іванович
Чушенко Віталій Іванович (27.03.1931, м. Малин Житомирська область — 22.05.2011, м. Львів) — український конституціоналіст, професор кафедри конституційного права юридичного факультету Львівського національного університету імені Івана Франка.

## Біографія
Народився Чушенко Віталій Іванович 27 березня 1931 року в м. Малин Житомирської області.
У 1954 р. закінчив з відзнакою Львівський державний університет імені Івана Франка за спеціальністю «юридичні науки», кваліфікація «юрист».
Кандидат юридичних наук з 1960 р. Дисертацію захистив у Софійському університеті (Болгарія) 27 травня 1960 р. Рішенням Президії ВАКу Міністерства вищої і середньої спеціальної освіти СРСР від 1 жовтня 1960 р. диплом кандидата юридичних наук Болгарії ностріфіковано. Вчене звання доцента кафедри державного та адміністративного права присвоєно у 1966 р.
Впродовж свого життя, науково-викладацьку діяльність професор пов'язував з юридичним факультетом Львівського університету імені І. Франка. З 1960 р. працює доцентом. З 1972 по 1978 роки   завідувачем кафедри державного та адміністративного права юридичного факультету.
У цей час наукові дослідження велись разом з такими відомими державознавцями Львівського університету як Недбайло П. О. (12.07.1907 р. — 31.10.1974 р.), Базилевич С. Е. (11.10.1898 р. — 14.12.1987 р.), Федонюк К. Є. (21.08.1925 р. — 20.11.1972 р.) та Пахомов І. М. (15.09.1922 р.) У різні роки, кожен з них очолював кафедру та зробив вагомий внесок у її розвиток.
З 1988 по 1990 роки проректором Львівського державного університету імені Івана Франка. З1991 по 2005 рр. доцент кафедри конституційного, адміністративного та фінансового права Львівського державного (а з 1999 р. — національного) університету імені Івана Франка.
28.10.2005 року — в.о. професора цієї ж кафедри, а з 22.12.2008 р. професор кафедри конституційного права.
22.05.2011 року, внаслідок тривалої хвороби, серце Віталія Івановича Чушенка перестало битись. Віталія Івановича поховано на цвинтарі селища Брюховичі.

## Наукова та науково-педагогічна діяльність

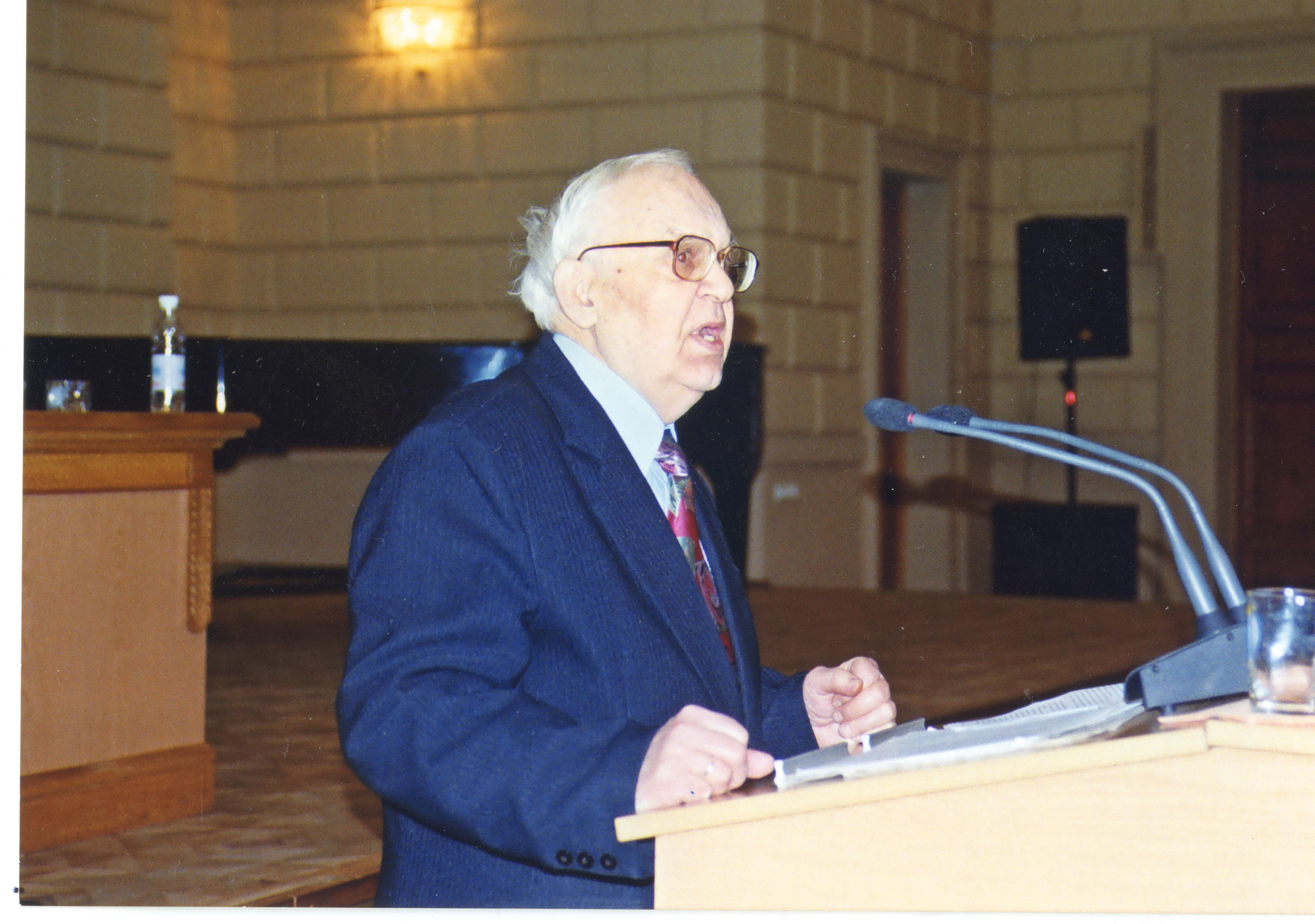
Професор Віталій Чушенко під час виступу на Всеукраїнській науковій конференції «Проблеми державотворення та захисту прав людини в Україні»

На юридичному факультеті професор Чушенко В. І. читав курс –"Конституційне право України" та спецкурси з проблем парламентаризму та представницької демократії в Україні.
Автор більше 90 наукових і науково-популярних робіт, зокрема, монографій: «Місцеві представницькі органи державної влади Болгарії» (Львів, 1975), «Молоді про закон» (Львів, 1975), Rozwoj Demokracji socjalistycznej" (Uniwersytet MCS w Lubline, Lublin, Polska, 1977), «Політична система соціалістичного суспільства» (Львів, 1988), «Prawne Problemy samorzadnosci, монографія» (Widawnictwo Uniwersytetu Marij Curie-Sklodowskiej, Lublin, 1993), «Основи держави і права України» (Львів, 1994), «Місцеве самоврядування в Україні» (Львів, 1998).
Є співавтором 27 науково-методичних праць, навчальних посібників та підручників рекомендованих Міністерством освіти України: «Правознавство» (Львів, 1994), «Правоведение» (Львів, 1995), Jurisprudenta. Manual pentru scolile de cultura generala. Liceie. Gimnazii Recomandat de Ministerul Invatamantului at Ucrainei. Lviv Enditura Svit. 1996; Jogismeret. Ajanlja Ukrajna Kozoktatasi Miniszteriuma. Lviv Szvickeado.,1996; Основи конституційного права України, навчальний посібник, К., 1997; Правознавство, навчальний посібник, Л., 2003; Конституційне право України, підручник, К., 2007 (2010). «Основи конституційного права України» (Львів, 1997), «Правознавство» (Львів, 2003), «Конституційне право України» (Київ-Львів, 2007, 2009).
Низка праць Чушенка В. І. опубліковано в зарубіжних наукових виданнях, зокрема, в Болгарії (наукова стаття, Софійський університет), і Польщі (крім трьох колективних монографій, опубліковано у наукових вісниках Люблінського університету і Перемишльської Вищої Школи Адміністрації п'ять статей).
Понад десять років В. І. Чушенко був членом Наукової ради республіканського журналу «Право України». У січні 2002 року при відзначенні 80-річного ювілею журналу був нагороджений Почесною Грамотою («За вагомий особистий внесок в розбудову правової держави, зміцнення законності і правопорядку»).
Учений брав участь у розробці низки законодавчих актів України, в тому числі проекту Конституції України, Закону про місцеве самоврядування тощо. У 2001 р. він був відзначений Подякою Міського голови з нагоди Дня місцевого самоврядування («За вагомий вклад у розбудову територіальної громади м. Львова»). На період 2002—2005 рр. був обраний членом Львівської міської територіальної виборчої комісії.
В. І. Чушенко як у своїх наукових працях так і при проведенні лекцій студентам юридичного факультету Львівського університету особливу увагу приділяв конституційно-правовим основам суспільного ладу (суспільства). Слід зазначити, що вчений йшов в ногу з часом, оскільки зробив висновки про дедалі більшу і постійно зростаючу роль суспільства у державотворчих процесах, акцентуючи на тогочасних актуальних подіях — масових акціях кінця 2004 року. Віталію Івановичу належить визначення поняття «соціально організоване суспільство». Так, соціально організованим суспільством, на думку вченого, слід вважати це сфера дії приватних (особистих) інтересів, система суспільних інституцій (об'єднання людей, у тому числі партії, суспільні організації, асоціації, рухи, товариства, спілки тощо), за посередництвом яких задовольняються різноманітні, обумовлені історичним етапом розвитку суспільства, інтереси індивідів та їх груп.
Основною ж засадою, на якій ґрунтується соціально організоване суспільство вчений вважав самоорганізацію людей, а наявність такого суспільства — підґрунтям для створення цивілізованої держави як основної форми організації суспільства. У теорії про соціально організоване суспільство простежується цікава деталь, а саме те, що утворення цивілізованого державного механізму ставилось у певну взаємозалежність від оптимально організованої в суспільстві системи. Професор завжди наголошував на тому, що впливаючи на громадськість, держава, своєю чергою, піддається її впливу як у процесі формування державних органів, так і їхньої повсякденної діяльності.
Не можна оминути увагою і те, що вчений, в контексті наведення власних міркувань про соціально організоване суспільство, піддавав серйозній критиці обґрунтованість вживання у правовій практиці поняття «громадянське суспільство». Пояснювалось це, зокрема, тим, що енциклопедичні джерела розуміють суспільство в широкому розумінні як сукупність форм сумісної діяльності людей, що склалися історично. Тобто визначальною категорією поняття суспільства виступає людина. Поняття ж «громадянин», а отже і «громадянське» пов'язані з феноменом «держава». Звідси, на думку В. І. Чушенка випливало, що вислів «громадянське суспільство» означає поєднання до певної міри неоднорідних за змістом характеристик. У зарубіжній літературі, у зв'язку з цим, для визначення окремої від держави форми самодіяльності людей нерідко вживають поняття «солідарне суспільство», «соціально-організоване суспільство». Основою суспільства є людина. Власне людина визначає поняття «суспільство», оскільки без людей суспільство не може існувати. Разом з входженням у суспільство людина вносить і свою соціально-природну якісність. Тому зародження та розвиток суспільства є по суті перетворення соціально-природничих начал особи в елементи суспільної дійсності. В. І. Чушенко відзначав, що людина в силу народження має певні права, тобто природничі права. Для вираження, реалізації, захисту своїх прав люди, їх окремі групи об'єднуються. Суспільство виникає і розвивається на основі необхідності співпраці. Об'єднувальним моментом тут виступає інтерес (моральний, матеріальний, політичний, професійний, віковий тощо). Організуючий аспект життєдіяльності людей, таким чином, зароджується на рівні суспільства.
Загалом же, питанням співвідношення понять «людина» і «громадянин», зокрема і в Конституції України, професор приділяв особливу увагу. Очевидно, це відбувалось тому, що співвідношення цих понять було одним із наріжних каменів теорії про соціально організоване суспільство. Відзначалось, що за змістом категорії людина і громадянин є багатоаспектними. Найважливіший з цих аспектів теорія конституціоналізму пов'язує з правовим становищем особи. Правове становище людини, громадянина визначається й такими феноменами, як суспільство і держава, ознаками змісту яких взаємно виступають категорії людина та громадянин. Основою суспільства є людина. Саме людина визначає поняття суспільство, оскільки без людей суспільство не може існувати. Разом з входженням у суспільство людина вносить і свою природничо-соціальну якісність. Тому виникнення та розвиток суспільства є, по суті, перетворення природничо-соціальних начал особи в елементи суспільної дійсності. Отже, людина в силу свого народження має певні права, тобто природничі права. Для вираження, реалізації, захисту своїх прав люди об'єднуються в окремі групи на основі необхідності співпраці, а відтак виникає і розвивається суспільство. Об'єднувальним елементом тут виступає інтерес (моральний, матеріальний, професійний, віковий тощо). Отже організуючий аспект життєдіяльності людей, зароджується на рівні суспільства. Держава виступає як політико-правова організація суспільства, яка є якісно новим етапом розвитку суспільства, характерною ознакою існування держави. Властивою для держави категорією є громадянин, статус якого визначається позитивним правом. Однак, позитивні права громадян, у тому числі основні права і основні обов'язки, закріплені в конституції держави, виражають природничо-правове начало, тобто ґрунтуються на правах людини. Конституційні права є трансформацією природничо-правових засад у позитивно-правові інститути. Державно-правове визнання прав людини (право на життя, рівність, на повагу до гідності людини, на свободу та особисту недоторканність, на вільний розвиток своєї особистості та інші) є гарантією їх реалізації з боку держави.
Загалом же, питання соціально організованого суспільства, беручи до уваги як конкретно історичні події так і події які мали місце наприкінці 2013 на початку 2014 року є достатньо актуальними для нас і потребують додаткового переосмислення. Тенденційно, для України, зараз можна говорити про високий ступінь організації (самоорганізації) суспільства. При цьому вже можна говорити про розширення переліку тих суспільних інституцій, довкола яких і вибудовується ідеальне соціально організоване суспільство.
Крім питань влаштування суспільного ладу, професор Чушенко В. І. мав обґрунтовані ідеї щодо ефективного облаштування державної влади. Вчений був переконаний у тому, що держава, як юридичне уособлення нації, як основна форма організації народу, оптимально виконувала свої функції, вона має у процесі державотворення набути належної форми правління, тобто адекватно до покладених на неї завдань організувати центральну владу. Цікаво, що міркування Віталія Івановича завжди обов'язково спирались на історичний досвід. Так, на підставі уважного аналізу першої української конституції — Угоди та Конституції Пилипа Орлика 1710 р. дало змогу В. І. Чушенку дійти висновку, що держава засновувалась на принципі поділу гілок влади: глава держави і виконавча влада уособлюються обраним Гетьманом і гетьманським урядом; праобраз зачатків парламенту вбачався у Загальній (генеральній) Раді. Разом з тим, говорячи про оптимальну форму державного правління для України, професор Чушенко вважав доцільним в конкретному випадку враховувати суспільно-політичну ситуацію в державі. А до питань впровадження представницької форми державного правління взагалі ставився вкрай насторожено. Така настороженість була зумовлена двома причинами. Перша причина зводилась до описаної вище проблемності питання формування соціально організованого суспільства. Друга, яка, по суті, зумовлювала першу, зводилась до відсутності якісного наповнення законодавчого органу держави. Вчений акцентував увагу на тому, що відсутнє ядро(партії, асоціації, об'єднання) для формування соціально-політичних платформ, як необхідної умови комплектування сталого за своїм складом, професійного парламенту, що є передумовою впровадження парламентарної чи парламентско-президентської моделі управління. При цьому Віталій Іванович посилався на міркування професора Б. Чичеріна щодо недоцільності впровадження представницької форми правління навмання, покладаючись на розважливість неорганізованого суспільства, яке перебуває у стані хвилювання — це верх політичної легковажності. Професор вважав, що за таких умов слід вкрай уважно відноситись до питання формування правового статусу глави держави. Такий статус мав би реально забезпечувати йому можливість бути гарантом державного суверенітету, дотримання Конституції України, прав і свобод її громадян. Щоправда, професор Чушенко застерігає від рецидивів періоду тоталітаризму та зосередження всіх основних важелів впливу в руках лише одного глави держави. На думку вченого, повинні бути сформовані дієві правові важелі можливого взаємовпливу гілок влади. Загалом же, на думку професора В. І. Чушенка, зафіксовані на конституційному рівні засади співпраці гілок влади мають бути доповнені конституційними законами (статуного характеру), які б конкретно та компетенційно визначали статус центральних органів державної влади як необхідну умову формування чіткого механізму їх взаємодії.
Цікавим є те, що в 1994 році, аналізуючи проект Конституції України з огляду на питання державного устрою, професор В. І. Чушенко зазначав, що закріплення унітарної форми державного устрою виходить із єдності, цілісності і недоторканності її території. За ідею соборності український народ боровся споконвічно. А проголошення в тодішніх умовах федерації, підтримувало б сепаратистські тенденції. Водночас, з огляду на соціально-політичну, економічну та демографічну специфіку регіонів, а саме з огляду на це Україну слід визначити як унітарну децентралізовану державу з розширеними повноваженнями місцевого самоврядування. Ці думки є вкрай актуальними і зараз, коли Україна стоїть перед викликами, коли особливо активно дискутується питання зміни форми державного устрою. Разом з тим, професор Чушенко В. І. був активним прихильником двопалатної структури українського парламенту. Аргументував таку позицію гарантією проти «деспотизму» парламенту та підвищеної стабільності Конституції України.

## Авторська наукова школа
За час багаторічної праці вченим була створена авторська школа по дослідженню проблем функціонування місцевих органів публічної влади, розробки системної методології вивчення інститутів народного представництва України (по результатах захищено 5 кандидатських дисертацій: дві у Московському університеті, три у Харківській юридичній академії). У публікаціях останніх років сформульовано поняття соціально-організованого суспільства та розкрито його вплив на становлення форми правління сучасної України.

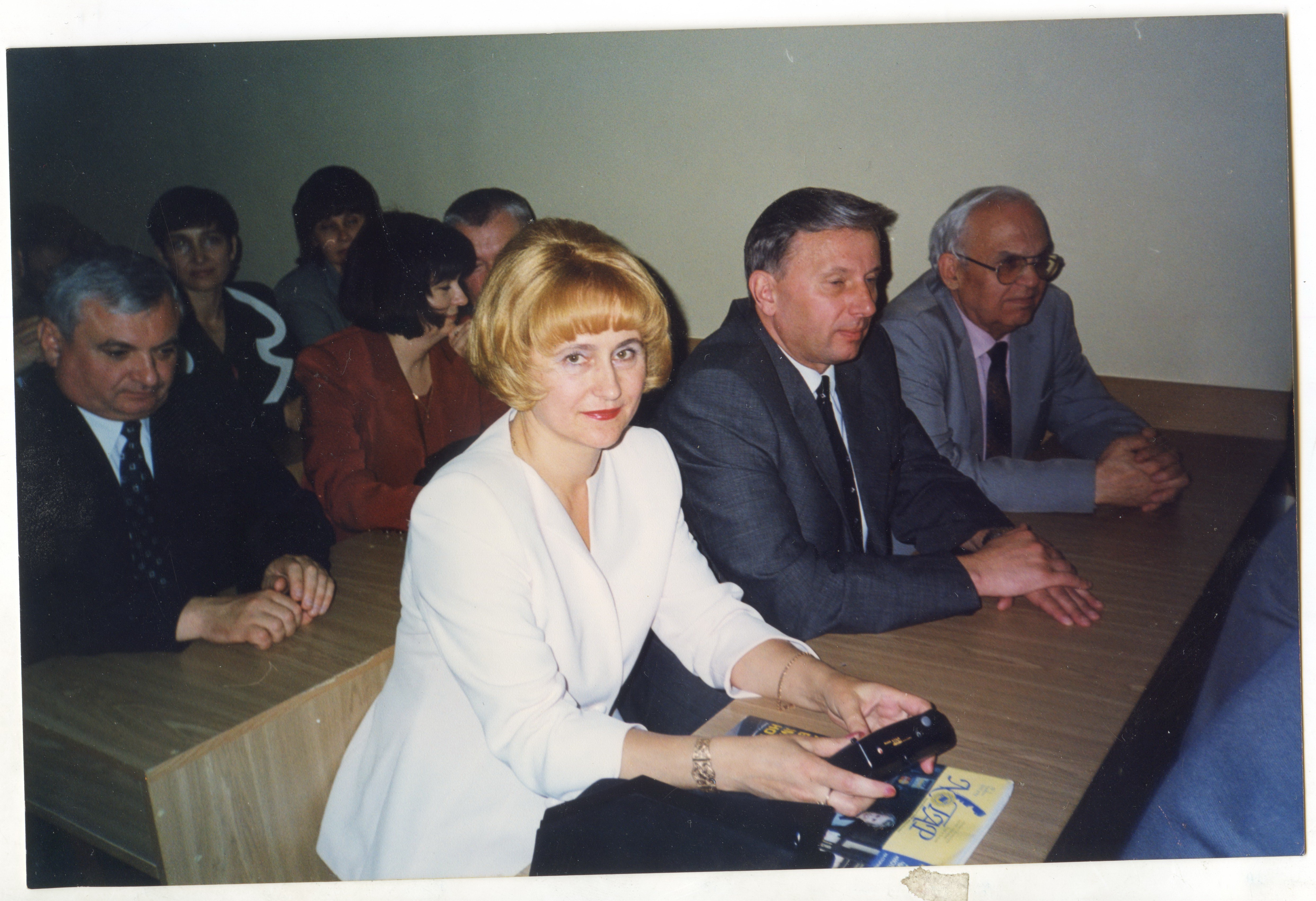
Професори Віталій Чушенко та Олександр Святоцький

Під керівництвом В. І. Чушенка було підготовано та успішно захищено три дисертації на здобуття наукового ступеня кандидата юридичних наук (спеціальність 12.00.02 — конституційне право; муніципальне право), зокрема: Заяцем І. Я. («Конституційно-правовий статус області в Україні», 2000 р.); Куйбідою В. С. («Конституційно-правові основи самоврядування в містах обласного значення», 2001 р.); Бориславською О. М. («Конституційно-правові засади місцевого самоврядування в Україні та їх реалізація», 2004 р.).

## Нагороди
Чушенко В. І. нагороджений орденом «Знач Почета» (1986); медаллю «Ветеран труда» (1984); знаком «Победитель социалистического соревнования 1975 года» (Приказ Минвуза УССР и Республиканского комитета профсоюза работников высшей школы — 1976); Почетною грамотою Министерства высшего и среднего специального образования СССР (1961) та удостоєний Подяки Ректора Львівського національного університету імені Івана Франка за багаторічну сумлінну працю та вагомі здобутки у науково-педагогічній діяльності (2005—2006).